# Асеєвка (зупинний пункт)
Асе́євка (біл. Асе́еўка) — колійний пост та пасажирський залізничний зупинний пункт Мінського відділення Білоруської залізниці Білоруської залізниці на електрифікованій магістральній лінії південно-східного напрямку Мінськ — Жлобин — Гомель між зупинним пунктом Мачулищі (3,6 км) та станцією Михановичі (3,6 км). Розташований на південній околиці агромістечка Гатово та за 0,3 км на північний схід від однойменного села Асеєвка Мінського району Мінської області, за 17,2 км від станції Мінськ-Пасажирський. Від Асеєвки відгалужується залізнична лінія у напрямку станції Колодищі.

## Пасажирське сполучення
На зупинному пункті Асеєвка зупиняються електропоїзди другої лінії Мінської міської електрички Мінськ — Руденськ та електропоїзди регіональних ліній економкласу до станцій Мінськ-Пасажирський (Інститут культури), Пуховичі, Осиповичі I, Руденськ та Талька. 
Час у дорозі від станції Мінськ-Пасажирський з усіма зупинками поїздами міських ліній та регіональних ліній економкласу приблизно 25 хвилин.